# Port Chester
Port Chester helység New York állam Westchester megyéjében. A település New York város agglomerációjának része. Lakosainak száma 31 693 fő (2020. április 1.).

## Népesség
| 2010 | 28 967 |
| 2020 | 31 693 |